# Punctum (djur)
Punctum är ett släkte av snäckor som beskrevs av Elizabeth Eaton Morse 1864. Punctum ingår i familjen punktsnäckor.
Släktet innehåller enligt Dyntaxa bara arten Punctum pygmaeum.
I andra källor listas fler arter. För vissa är oklar om de tillhör Punctum eller Helix.